# Passiflora resticulata
Passiflora resticulata Mast. & André – gatunek rośliny z rodziny męczennicowatych (Passifloraceae Juss. ex Kunth in Humb.). Występuje naturalnie w Peru, Ekwadorze i Kolumbii.

## Morfologia
PokrójZdrewniałe, trwałe, owłosione liany.
LiściePotrójnie klapowane, ścięte lub dłoniaste u podstawy, skórzaste. Mają 6,5–8,5 cm długości oraz 3,5–6,5 cm szerokości. Ząbkowane lub całobrzegie, z ostrym wierzchołkiem. Ogonek liściowy jest owłosiony i ma długość 20–50 mm. Przylistki są w kształcie nerki o długości 10 mm.
KwiatyPojedyncze. Działki kielicha są podłużnie owalne, mają 1,5–2 cm długości. Płatki są podłużne, mają 1–2 cm długości. Przykoronek ułożony jest w 2–5 rzędach, biało-fioletowy, ma 2–10 mm długości.
OwoceSą kulistego lub jajowatego kształtu. Mają 4–5 cm długości i 3 cm średnicy.